# الور (تیران و کرون)
الور (تیران و کرون)، روستایی از توابع بخش کرون شهرستان تیران و کروندر استان اصفهان ایران است.

## کشاورزی
از محصولات کشاورزی این روستا می توان به زعفران ،انگور ، گندم و جو اشاره کرد. زعفران این روستا از عیار بسیار بالایی بر خوردار می باشد.

## آب و هوا
میزان بارش این روستا به طور میانگین حدود ۲۷۰ میلی متر می باشد که بخاطر نزدیکی به رشته کوه دالانکوه دارای  اب هوایی معتدل با زمستان های سرد می باشد.

## جمعیت
این روستا در دهستان کرون علیا قرار دارد و براساس سرشماری مرکز آمار ایران سال ۱۳۸۵، جمعیت آن680 نفر (۱۷۲خانوار) بوده‌است.